# Edmond Jouhaud
Edmond Jouhaud (pronúncia em francês: [ɛdmɔ̃ ʒuo]; 2 de abril de 1905 – 4 de setembro de 1995) foi um militar francês. Combateu na Segunda Guerra Mundial. Mais tarde, foi um dos quatro generais franceses que, por breves momentos, encenou um golpe de estado na Argélia em abril de 1961.